# UFC 49
UFC 49: Unfinished Business（ユーエフシー・フォーティナイン：アンフィニッシュト・ビジネス）は、アメリカ合衆国の総合格闘技団体「UFC」の大会の一つ。2004年8月21日、ネバダ州ラスベガスのMGMグランド・ガーデン・アリーナで開催された。

## 大会概要
メインイベントのUFC世界ライトヘビー級タイトルマッチでは、挑戦者ランディ・クートゥアが王者ビクトー・ベウフォートをTKOで降し、41歳にしてライトヘビー級王座再戴冠を果たした。
デビッド・テレルがUFCに初出場した。

## 試合結果

### プレリミナリィカード
第1試合 ライト級 5分3R
○  イーブス・エドワーズ vs.  ジョシュ・トムソン ×
1R 4:32 KO（右ハイキック→パウンド）
第2試合 ウェルター級 5分3R
○  カロ・パリジャン vs.  ニック・ディアス ×
3R終了 判定2-1（28-29、29-28、30-27）
第3試合 ミドル級 5分3R
○  クリス・ライトル vs.  ロナルド・ジューン ×
2R 1:17 フロントチョーク

### メインカード
第4試合 ヘビー級 5分3R
○  ジャスティン・エイラーズ vs.  マイク・カイル ×
1R 1:14 KO（左フック）
第5試合 ミドル級 5分3R
○  デビッド・テレル vs.  マット・リンドランド ×
1R 0:25 KO（左フック→パウンド）
第6試合 ライトヘビー級 5分3R
○  チャック・リデル vs.  ヴァーノン・"タイガー"・ホワイト ×
1R 4:05 KO（右ストレート）
第7試合 ミドル級 5分3R
○  ジョー・リッグス vs.  ジョー・ドークセン ×
2R 3:39 TKO（ギブアップ：グラウンドの肘打ち）
第8試合 UFC世界ライトヘビー級タイトルマッチ 5分5R
○  ランディ・クートゥア vs.  ビクトー・ベウフォート ×
3R終了時 TKO（ドクターストップ：カット）
※クートゥアが王座獲得に成功